# Kazachstania (mikrokontynent)
Kazachstania – prehistoryczny mikrokontynent istniejący w okresie od kambru do wczesnego karbonu. 
Kazachstania stanowiła kompleks wczesnopaleozoicznych wulkanicznych łuków wyspowych i małych terranów, które stopniowo nagromadziły się w okresie ordowiku. Nagromadzony agregat przez pewien czas stanowił samodzielny kontynent, który w karbonie i permie zderzył się z mikrokontynentem Syberii. W wyniku zderzenia powstało pasmo górskie Ałtaju. Następnie połączone już Syberia i Kazachstania zderzyły się z Bałtyką, tworząc rdzeń kontynentu Eurazji i wytwarzając pasmo górskie Uralu. 
Obecnie dawna Kazachstania tworzy blok kazachstański, leżący w centrum kontynentu azjatyckiego, ograniczony przez Ural i Ałtaj.